# Karl Raute
Karl Raute (* 8. Dezember 1910 in Büdingen; † 15. Juni 1989 in Friedberg (Hessen)) war ein hessischer Politiker (SPD) und ehemaliger Abgeordneter des Hessischen Landtags.

## Leben
Karl Raute machte nach dem Besuch von Volksschule und Aufbaugymnasium in Friedberg eine Ausbildung bei der
Kreisverwaltung Friedberg und legte die Verwaltungsprüfung für den gehobenen Dienst ab. Ab 1945 war er Leiter des Kreisjugendamtes Friedberg. Am 24. Juni 1937 beantragte er die Aufnahme in die NSDAP und wurde rückwirkend zum 1. Mai desselben Jahres aufgenommen (Mitgliedsnummer 5.576.986). Zudem war er SA-Mitglied.
Karl Raute war Mitglied der SPD und war in seiner Partei 1954 Vorsitzender der SPD Friedberg und 1962 Kreisvorsitzender.
Seit 1956 war er Stadtverordneter in Friedberg und führte dort die SPD-Fraktion als Fraktionsvorsitzender. Vom 6. Januar 1966 bis zum 31. Dezember 1975 war er Bürgermeister der Kreisstadt Friedberg.
Zwischen dem 1. Dezember 1962 und dem 30. November 1970 war Karl Raute zwei Wahlperioden lang Mitglied des Hessischen Landtags. 1964 war er Mitglied der 4., 1969 der 5. Bundesversammlung.
In Friedberg ist der Karl-Raute-Weg nach ihm benannt.